# Rhaphuma patkaina
Rhaphuma patkaina là một loài bọ cánh cứng trong họ Cerambycidae.